# Schwabhausen (powiat Dachau)
Schwabhausen – miejscowość i gmina w Niemczech, w kraju związkowym Bawaria, w rejencji Górna Bawaria, w regionie Monachium, w powiecie Dachau. Leży około 10 km na północny zachód od Dachau.

## Dzielnice
Gmina składa się z 16 dzielnic: Schwabhausen, Arnbach, Oberroth, Stetten, Puchschlagen, Rumeltshausen, Machtenstein, Unterhandenzhofen, Sickertshofen, Rienshofen, Kappelhof, Armetshofen, Rothhof, Lindach, Edenholzhausen i Grub.

## Demografia
Dane o ludności z 31 grudnia 2008:
| Opis                                | Ogółem | Ogółem | Kobiety | Kobiety | Mężczyźni | Mężczyźni |
| ----------------------------------- | ------ | ------ | ------- | ------- | --------- | --------- |
| Jednostka                           | osób   | %      | osób    | %       | osób      | %         |
| Populacja                           | 6082   | 100    | 3036    | 49,92   | 3046      | 50,08     |
| Wiek przedprodukcyjny (0–17 lat)    | 1285   | 21,13  | 610     | 10,03   | 675       | 11,1      |
| Wiek produkcyjny (18–65 lat)        | 3954   | 65,01  | 1972    | 32,42   | 1982      | 32,59     |
| Wiek poprodukcyjny (powyżej 65 lat) | 843    | 13,86  | 454     | 7,46    | 389       | 6,4       |

## Polityka
Wójtem gminy jest Josef Mederer z CSU, rada gminy składa się z osób.
|      | CSU | SPD | UBW | FCW | BB Arnbach | Razem |
| 2008 | 5   | -   | 7   | 4   | 4          | 20    |
| 2002 | 7   | 1   | 5   | 4   | 3          | 20    |

## Współpraca
Miejscowości partnerskie:
- Großschwabhausen, Turyngia

## Oświata
W gminie znajduje się przedszkole i szkoła podstawowa.